# منطقة التنوع البيولوجي الرئيسية

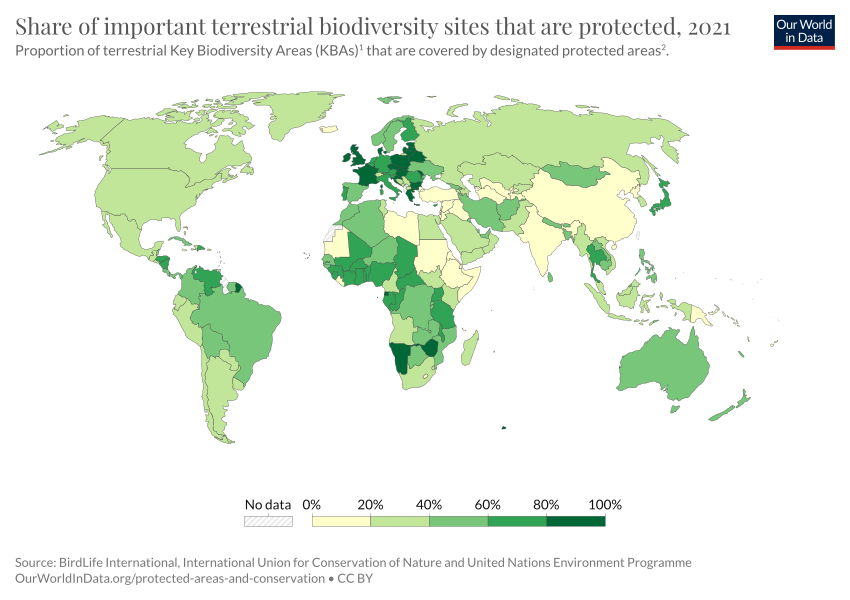
مواقع التنوع البيولوجي الأرضية المهمة المحمية، 2021. نسبة مناطق التنوع البيولوجي الأرضية الرئيسية (KBAs) التي تغطيها مناطق محمية معينة

يساعد نهج مناطق التنوع البيولوجي الرئيسي (بالإنجليزية: Key Biodiversity Area، تُعرف اختصارًا بـ KBA) على تحديد وتعيين المناطق ذات الأهمية الدولية من حيث الحفاظ على التنوع البيولوجي باستخدام معايير موحدة على الصعيد العالمي. يمتد هذا النهج من مفهوم منطقة الطيور المهمة (IBA) إلى مجموعات تصنيفية أخرى ويتم تحديدها الآن في أجزاء كثيرة من العالم من خلال مجموعة من المنظمات. تشمل الأمثلة أيضًا مناطق النباتات المهمة (IPAs)، والمناطق المهمة إيكولوجيًا وبيولوجيًا (EBSAs) في أعالي البحار، ومواقع التحالف من أجل الانقراض الصفري (AZE)، ومناطق الفراشات الرئيسية ، ومناطق الثدييات المهمة والمواقع المهمة للتنوع البيولوجي للمياه العذبة، وكذلك الرخويات وأسماك المياه العذبة والأنظمة البحرية.

## الأهداف
- تطوير القدرات التقنية والحفظية داخل البلدان الفردية وعلى نطاق عالمي
- تطوير الشراكات بين المنظمات الرئيسية - الحكومية وغير الحكومية - المعنية بحفظ الموقع
- بناء فهم واسع للعملية، والملكية الواسعة لقائمة المواقع النهائية
- تركيز أي عمل استقصائي جديد على أهم الفجوات في المعرفة